# George Dockrell
George Henry Dockrell (* 22. Juli 1992 in Dublin, Irland) ist ein irischer Cricketspieler, der seit 2010 für die irische Nationalmannschaft spielt.

## Kindheit und Ausbildung
Dockrell durchlief die Altersklassenmannschaften Irlands und wechselte als 13-jähriger von Seam zu Spin-Bowling.

## Aktive Karriere

### Anfänge in der Nationalmannschaft
Sein Debüt in der Nationalmannschaft gab er als 17-jähriger in einem Twenty20-Vier-Nationen-Turnier in Sri Lanka gegen Afghanistan, bei dem er 2 Wickets für 11 Runs erzielte. Daraufhin reiste mit dem Team in die Vereinigten Arabischen Emirate zum ICC World Twenty20 Qualifier 2010. Dort konnte er unter anderem 4 Wickets für 20 Runs gegen die Niederlande erzielen und erreichte so mit der Mannschaft das Endturnier. Sein Debüt im ODI-Cricket gab er in den West Indies im April darauf. Beim kurze Zeit später in den West Indies ausgetragenen ICC World Twenty20 2010 erreichte er gegen den Gastgeber 3 Wickets für 16 Runs. Jedoch reichte es nicht um die Vorrunde zu überstehen. Im Sommer erzielte er bei der ICC World Cricket League Division One 2010 in den Niederlanden 4 Wickets für 35 Runs gegen den Gastgeber. Bei der Tour in Simbabwe im September 2010 erreichte er dann zwei Mal drei Wickets (3/27 und 3/41). So war er auch Teil des Teams beim Cricket World Cup 2011 und konnte dort gegen die Gastgeber Bangladesch (2/23) und Indien (2/49) jeweils zwei Wickets erzielen.
Beim ICC World Twenty20 Qualifier 2012 konnte er mit dem Team die Qualifikation sichern und erreichte unter anderem gegen Kanada 3 Wickets für 19 Runs. Im September 2012 wurde er vom Weltverband als bester Associate-Spieler ausgezeichnet. Das Endturnier war dann weniger erfolgreich, da er nur gegen Australien zum wenig erfolgreichen Bowling-Einsatz kam, weil das zweite Spiel gegen die West Indies nach Regenfällen abgebrochen werden musste. Er verblieb weiter im Team und im Sommer 2013 erzielte er gegen Schottland 4 Wickets für 24 Runs im ersten ODI. Beim ICC World Twenty20 2014 war seine beste Leistung 2 Wickets für 18 Runs gegen Simbabwe. In der Vorbereitung zur nächsten Weltmeisterschaft gelangen ihm gegen Afghanistan 4 Wickets für 35 Runs bei einem Drei-Nationen-Turnier in den Vereinigten Arabischen Emirate. Beim Cricket World Cup 2015 selbst erreichte er gegen die West Indies 3 Wickets für 50 Runs und konnte so einen wichtigen Beitrag zum Sieg leisten.

### Test-Debüt und Wandel zum All-rounder
Im Sommer 2015 erzielte er in einem Twenty20 gegen Schottland 3 Wickets für 21 Runs. Im Februar 2016 folgten 3 Wickets für 18 Runs in Twenty20s gegen Papua-Neuguinea. Beim ICC World Twenty20 2016 gelangen in dem verkürzten Spiel gegen die Niederlande 3 Wickets für 7 Runs, aber dieses sollte nicht zum Sieg ausreichen und Irland schied sieglos aus dem Turnier aus. Im März 2017 erreichte er in den Vereinigten Arabischen Emiraten 3 Wickets für 27 Runs. Sein erstes Half-Century über 62* Runs erreichte er dann gegen Afghanistan im Dezember 2017. Auch erzielte er bei der Tour 4 Wickets für 28 Runs im dritten ODI und half so beim Gewinn der Serie. Vergleichbares erreichte er im März 2019 ebenfalls gegen Afghanistan. Nach 3 Wickets für 51 Runs im zweiten ODI folgte ein Fifty über 54 Runs im dritten. Auch absolvierte er bei der Tour sein Test-Debüt. Nachdem er im Herbst in einem heimischen Drei-Nationen-Turnier drei Wickets (3/23) gegen die Niederlande erreicht hatte, konnte er dieses ebenso in einem Fünf-Nationen-Turnier im Oman gegen Nepal (3/23).
In der Folge nahmen seine Bowling-Leistungen deutlich ab und er kam auch immer seltener als Bowler zum Einsatz. Beim ICC Men’s T20 World Cup 2021 war er zwar im Kader, kam jedoch nicht zum Einsatz. Im Juli 2022 erzielte er mit 74 Runs ein Fifty in der ODI-Serie gegen Neuseeland, ebenso wie im Monat darauf mit 58* Runs in den Twenty20s gegen Afghanistan.